# Dr. Strange (1978)
Dr. Strange ist ein US-amerikanischer Fernsehfilm aus dem Jahr 1978 von Philip DeGuere. Die Science-Fiction- und Fantasyelemente enthaltende Comicverfilmung basiert auf der gleichnamigen Marvel-Figur von Stan Lee und Steve Ditko.

## Handlung
Nachdem er einst vor über 500 Jahren eine bittere Niederlage auf der Erde gegen Rahel (den „Größten Zauberer“ und Herrn der Dämonen) erlitten hatte und auf die Astralebene verbannt wurde, sieht der Dunkle Meister seine Chance darin, endlich den zu den Guten zählenden Zauberer zu besiegen. Ihm bleiben drei Tage, um den alten Magier zu töten, bevor dieser seine Kräfte auf einen Auserwählten übertragen kann. Dazu schickt der böse Rahel seine Dienerin Morgan LeFay nach New York City, die den Zauberer, der dort unter dem Namen Thomas Lindmer lebt, ausfindig macht. Der 700 Jahre alte Mann weiß, dass seine Zeit gekommen ist und schickt seinen Schüler Wong aus, um den zur Nachfolge auserwählten jungen Doktor der Psychologie Stephen Strange zu finden, damit seine Bürde der positiven „Macht“ auf diesen übertragen werden kann. Er selbst sucht unterdessen Morgan LeFay auf, wird dabei aber von der hypnotisierten Clea Lake hinterrücks attackiert und von einer Brücke geworfen. 
Als Clea aus der von LeFay verursachten Hypnose erwacht, wird sie von Schuldgefühlen verfolgt, die sie auch später in ihren Träumen plagen. Sie flüchtet aus ihrer Wohnung, im Wahn, von LeFay verfolgt zu werden, erleidet einen Unfall auf der Straße und wird ins Krankenhaus zur Behandlung durch Dr. Strange eingeliefert. Da dieser zuvor mit ihr den gleichen Traum geteilt hat, bewahrt er sie davor, Medikamente nehmen zu müssen, um wieder einzuschlafen. Später erhält er Besuch von Lindmer, der den Sturz von der Brücke überlebt hat, und erfährt, dass zwischen ihnen beiden eine besondere tiefe Beziehung bestehe, weswegen er Cleas Traum sehen konnte. Um mehr zu erfahren, lädt er ihn zu sich ein. 
Nachdem Clea durch die Medikamente, die Dr. Taylor ihr verabreicht hat, ins Koma gefallen ist, sucht Strange Lindmer auf. Dieser erklärt ihm, dass er bald eine Entscheidung treffen müsse. Entweder zahle er einen hohen Preis, um seine wahre Bestimmung verstehen und annehmen zu können, oder er führe ein normales Leben in völliger Naivität. Allerdings könne er nur als Zauberer Clea retten, weswegen Dr. Strange zustimmt, sich auf die Astralebene versetzen zu lassen. Dort rettet er Clea und entkommt dem Dämon Bezerooth, welcher von LeFay geschickt wurde, um ihn aufzuhalten. 
Zurück in New York bedankt sich Clea bei Dr. Strange, und beide kommen sich näher. Da LeFay damit gescheitert ist, Dr. Strange aufzuhalten, und ihr für ihr Versagen eine grausame Bestrafung droht, reist sie ebenfalls nach New York und kann sich in das Anwesen von Lindmer schleichen. Nachdem sie von Wong entdeckt worden ist, schaltet sie diesen aus, besiegt in einem Zauberduell Lindmer und entführt ihn in die Astralebene. Anschließend reist sie zu Dr. Strange und entführt ihn ebenfalls auf die Astralebene. Sie bietet ihm alles von Reichtum  bis Macht an, wenn er nur seinen Zauberring annehmen würde. Weil sich Dr. Strange aber weigert, zeigt sie ihm ihren Gefangenen Lindmer, wobei es ebenfalls zum Kampf kommt. Zum ersten Mal nutzt Dr. Strange dabei seine Kräfte, besiegt LeFay, rettet Lindmer und flüchtet erfolgreich zu Lindmers Anwesen. Dort wird er von Lindmer aufgeklärt, dass alles nur ein Trick war. Er war nie in echter Gefahr und hat sich nur gefangen nehmen lassen, damit Dr. Strange sein Schicksal als Zauberer erkennt, annimmt und ihn rettet. Da Dr. Strange nun verstanden hat, worum es geht, akzeptiert er sein Schicksal, verzichtet auf geschlechtliche Liebe und beugt sich der Führerschaft des Lichts und gibt sich der Transformation hin, bei der alle Kräfte von Lindmer auf ihn übertragen werden.
Einige Zeit später geht Dr. Strange wieder seinem normalen Leben nach und trifft sich regelmäßig mit Clea. Über die Nachrichten erfährt er, dass Morgan LaFey dabei ist, einen Kult aufzubauen, bei dem sie allen Menschen Erfolg im Leben verspricht, solange sie nur ihre Seminare besuchen.

## Hintergrund
Nachdem mit der Fernsehserie Der unglaubliche Hulk am 10. März 1978 bereits eine Marveladaption auf CBS lief, sollte Dr. Strange der Pilotfilm zu einer weiteren Fernsehserie sein. Doch weil der Film wohl „fünf Tage hinter Drehplan und vielleicht 50- bis 100.000 US-Dollar über Budget“ lag und er „bessere Einschaltquoten gehabt hätte, wenn er nicht in Konkurrenz zu Roots“ gelaufen wäre, wurde die Serie nie produziert. In Deutschland erschien der Film im März 1986 direkt auf VHS. Die Spezialeffekt kreierte Van der Veer.

## Kritik
Das Lexikon des internationalen Films meinte: „Dramaturgisch und tricktechnisch niveauloser Fantasy-Film, gedacht als Pilotfilm einer Fernsehserie.“